# Нильский многопёр
Нильский многопёр, или бишир (лат. Polypterus bichir) — вид хрящекостных рыб из рода многопёров семейства многопёровых, достигающая 1,25 метра длины.

## Описание
Он зеленоватого цвета, брюшная сторона грязно-беловатая; по бокам тела несколько чёрных неправильных пятен, которые на задней половине тела многочисленнее, чем на передней. Удлиненное цилиндрическое тело бишира покрыто очень крупной и очень твёрдой чешуёй; четырёхугольные чешуи расположены рядами, идущими косо спереди назад. Голова короткая, плоская, расширенная, покрытая большими эмалированными пластинами (щитками), морда короткая; у ноздрей находится щупик; челюсти вооружены рядом конических зубов, позади которых помещаются теркообразные зубы; небо также вооружено зубами. Водометные отверстия покрыты костяною пластинкою; придаточных жабр нет. 

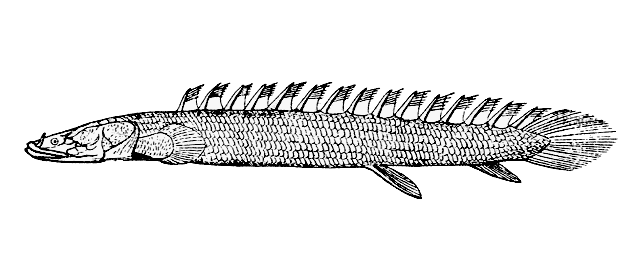
Polypterus bichir bichir

Спинной плавник образуется 17—18 маленькими плавниками; каждый плавник состоит из толстого шипа, несущего членистые лучи, соединенные между собою плавательною перепонкою и направленные назад; анальный и хвостовой плавники сближены; последний округлен и окружает хвост; грудные плавники хорошо развиты; брюшные отодвинуты назад. Скелет весь костяной. Туловищная часть позвоночного столба гораздо длиннее хвостовой части его. Плавательный пузырь состоит из двух долей неравной длины, которые впереди соединяются в очень короткую общую полость, а эта последняя открывается продольною щелью на брюшной стороне пищевода.

## Место обитания
Бишир водится в Ниле, особенно в верхнем течении, но встречается редко; он держится в неглубоких илистых местах или в болотах, остающихся после разлития Нила; в иле он ползает, извиваясь как змея. К поверхности воды он приближается только для метания икры.

## Строение
Судя по строению зубов, бишир принадлежит к числу хищных рыб, но достоверного относительно его пищи ничего не известно. Яйца бишира зеленоватые и походят на конопляные или просяные зерна. Мясо этой рыбы белое, считается очень вкусным — вкуснее мяса прочих нильских рыб — и ввиду его редкости ценится очень дорого. Бишир ловится только в то время, когда вода в Ниле спадает. Чешуи его настолько тверды, что сырую рыбу нельзя разрезать ножом; после варения образуемый чешуею панцирь отстает от мяса, и рыба вынимается из него, как из футляра. В Сенегале водится другой вид этого же рода — Polypterus senegalus, отличающийся от описанного числом спинных плавников, которых у него только 12.